# HMS Hercules (1910)
El HMS Hercules fue un acorazado británico de la clase Colossus.

## Construcción
Fue construido por Palmers Shipbuilding and Iron Company, botado el 10 de mayo de 1910 y dado de alta en la Royal Navy en Portsmouth el 31 de julio de 1911. Tenía un desplazamiento de 20.000 toneladas y montaba diez piezas de 305 (12”) mm en cinco torres dobles, dieciséis piezas de 101 mm (4”), cuatro cañones de una libra y tres tubos lanzatorpedos sumergidos de 533 mm (21”). Era capaz de alcanzar una velocidad de 21 nudos (39 km/h), y su tripulación, era de 755 personas. 

## Historial
Fue buque insignia de la segunda división de la Home Fleet y desde julio de 1912 hasta marzo de 1913 fue buque insignia de la segunda escuadra de combate. El 22 de marzo de 1913 durante un vendaval, colisiono y daño al SS Mary Parkes de Glasgow, con daños menores para el HMS Hercules. En agosto de 1914, se unió a la Grand Fleet. 
El 31 de mayo de 1916, en la Batalla de Jutlandia, luchó en la sexta división junto a los Marlborough, Revenge y Agincourt. Fue el vigésimo tercer buque en la línea de combate. Mantuvo enfrentamientos con los cruceros de batalla enemigos entre las 19.00 y las 19.15 en los que consiguió impactar con su quinta y sexta salva. Disparó un total de 98 proyectiles con su armamento principal durante este enfrentamiento. Fue ahorquillado e impactado, pero no sufrió bajas o daños reseñables. Le dispararon varios torpedos uno de los cuales, paso lo suficientemente cerca como para ser visto desde el buque.
En junio de 1916, el HMS Hercules fue transferido como buque insignia a la cuarta escuadra de combate. El 19 de agosto de 1916, se hizo a la mar para interceptar a la Flota de Alta Mar alemana que estaba efectuando un raid sobre Sunderland; durante esta salida, se realizó la primera prueba en la que llevaba remolcado un globo aerostatico (con observadores). El 24 de abril de 1918, junto al HMS St. Vincent se le ordenó acudir a las Órcadas en apoyo del HMS Agincourt y de la segunda escuadra de cruceros durante la última salida de la Flota de Alta Mar. El 21 de noviembre, el HMS Hercules tomo pate en la Operación ZZ , formó parte de la línea sur de escolta de los nueve acorazados, cinco cruceros de batalla, siete cruceros ligeros y cuarenta y nueve destructores de la Kaiserliche Marine cuando esta, según los términos del tratado de rendición, acudía para ser internada en Scapa Flow. 
El 3 de diciembre de 1918, el Hercules traslado a Kiel a la comisión del armisticio de los aliados acompañado por los destructores Verdun, Venetia, Viceroy y Vidette, para retornar a Rosyth el 10 de diciembre. En este viaje, llevó las insignias de los tres almirantes que iban a bordo (inglés, francés y norteamericano). 
En febrero de 1919 fue incluido en la flota de reserva, y el 8 de noviembre de 1921,fue vendido a chatarreros alemanes para su desguace. el Hercules abandonó Rosyth a remolque para ser desguazado en Kiel.